# Спарре, Эбба
Эбба Ларсдоттер Спарре (швед. Ebba Larsdotter Sparre; 1629 — 19 марта 1662) — шведская светская львица, фрейлина, близкая подруга королевы Кристины.

## Происхождение
Дочь маршала Ларса Эриксона Спарре и Марты Бэнер, внучка канцлера Эрика Ларссона Спаре.

## Жизнь
Была известна как придворная красавица и лучшая подруга королевы. Их очень близкие отношения и неразлучность привели к слухам о любовных отношениях между женщинами. Правда неизвестна по сей день. Когда Кристина представила Эббу британскому послу Булстроуду Уайтлоку, она назвала её своей постельной подругой и утверждала, что её интеллект не уступает её телу. Эбба и Кристина также состояли в нежной переписке. Когда королева покинула Швецию и сменила веру на католическую, они с фавориткой продолжили общаться. В 1661 году Кристина пригласила подругу навестить её в Гамбурге, затем хотела видеть её во время своего визита в Швецию, но эта попытка была предотвращена семьей Спарре.
В следующем году Эбба умерла.

### Семья
Была помолвлена с выдающимся шведским государственным деятелем Бенгтом Габриельсоном Оксеншерна.
В 1652 году по предложению королевы Кристины вышла замуж за Якоба Казимира Делагарди.